# 白山神社 (新潟市中央区一番堀通町)
白山神社（はくさんじんじゃ）は、新潟県新潟市中央区一番堀通町に鎮座する神社である。彌彦神社、新潟縣護國神社と並び、「新潟の総鎮守」として新潟県を代表する神社の一つである。正月の初詣や「白山まつり」開催時には大勢の参拝客でにぎわう。

## 歴史
神社建立の年代は、永禄（1558年～）と天正（1573年～）の2度の火災により古記録を失っているため不詳であるが、延喜（901年～）とも寛治（1087年～）とも伝えられる。また元亀（1570年～）に 白山神社別当であった宝亀院住職の憲海が、宝剣と宝鏡と十一面観音銅像を白山神社に安置した記録が残されている。この十一面観音像は明治元年の神仏分離により宝亀院へ帰されて現存する。
戦国時代には上杉景勝が戦勝の際に寄進するほどの大社であった。
明治6年（1873年）に明治政府により公園（白山公園）設置の布達が出されると、公園造営のため境内の松林に建立されていた摂末社を本殿に合祀したため、多くの祭神を祀ることとなった。
古くは式内社に列せられ、『延喜式神名帳』に「越後国沼垂郡 船江神社」と記されている。大正13年（1924年）に県社に昇格し、昭和56年（1981年）には別表神社に昇格した。

## 祭神
主祭神は菊理媛大神、伊邪那岐大神、伊邪那美大神。菊理媛大神は加賀国の白山比咩神社（白山権現）を勧請したものである。天照皇大神・八幡大神を配祀するほか、明治時代に摂末社を本殿に合祀したため、本殿に以下の神も祀られている。
- 稲荷大神
- 天満天神
- 出雲大神
- 住吉大神
- 香取鹿島大神
- 三峰大神
- 金刀比羅大神
- 春日大神
- 松尾大神
- 淡島大神

## 境内社
境内に下記の神社が鎮座する。
- 松尾神社（京都松尾大社より分霊）
- 黄龍神社（弥勒菩薩による世直し祈願を由緒とする）
- 蛇松明神（巳成金=宇賀神）
- 大黒天
- 道祖神
- 住吉神社
- 稲荷御蔵

## その他
新潟市中央区には他にも同名の神社が複数鎮座し、沼垂東に鎮座する旧郷社白山神社は、当神社との区別のため「沼垂白山」と呼ばれている。
新潟市出身の漫画家・水島新司の漫画作品『あぶさん』の作中では、主人公の景浦安武が夫人との結婚式をここで挙げている。

## 交通アクセス
- 白山公園 (新潟市)#交通を参照